# توما
توما (بالإنكليزية Thomas) ويُدعى أيضا يهوذا توما ديديموس ومعنى اسمه توما باللغة الآرامية ܬܐܘܡܐ هو التوأم، هو واحد من رسل المسيح الإثني عشر وقد ورد ذكره في قائمة أسماء الرسل في الأناجيل الإزائية (متّى – مرقس – لوقا) وفي سفر أعمال الرسل  ولم تتحدث الأناجيل الإزائية عنه أكثر من ذلك على عكس إنجيل يوحنا.

## توما الرسول في إنجيل يوحنا
تحدث إنجيل يوحنا عن توما في عدة مناسبات،  فعندما مات لعازر طلب التلاميذ من يسوع بأن لا يذهب إلى اليهودية إلى قرية لعازر لأن اليهود كانوا يريدون قتله هناك، ولكن يسوع كان مُصرِّا على الذهاب ليقيم صديقه من الموت فكان لتوما الكلمة الفصل بين التلاميذ عندما قال لهم (لِنَذْهَبْ نَحْنُ أَيْضاً لِكَيْ نَمُوتَ مَعَهُ)، بعض اللاهوتيين يرجعون فكرة بولس الرسول «الموت مع المسيح» إلى مقولة توما الواردة سابقا في هذ النص.
وقد كان توما أيضا من بين التلاميذ الذين حاوروا يسوع أثناء العشاء الأخير، حين أخبر يسوع الرسل عن أنه سوف ينصرف عنهم وهم يعلمون أن سيذهب عندها احتج توما بأنهم لا يعرفون شيئا على الإطلاق فردَّ عليه يسوع بإسلوب لاهوتي عميق عن العلاقة الفائقة التي تربطه بالله الآب.
أما أبرز الأحداث التي ارتبطت بتوما في إنجيل يوحنا هي تلك التي بدأت بعد قيامة يسوع من بين الأموات، حيث زار يسوع تلاميذه وهم مجتمعون في العليَّة ولم يكن توما معهم، وعندما حدّث الرسل توما عن تلك الزيارة لم يصدقهم وشك في حقيقة قيامة المسيح وقال (إِنْ لَمْ أُبْصِرْ فِي يَدَيْهِ أَثَرَ الْمَسَامِيرِ، وَأَضَعْ إِصْبِعِي فِي أَثَرِ الْمَسَامِيرِ، وَأَضَعْ يَدِي فِي جَنْبِهِ، لاَ أُومِنْ) ، لذلك وبعد ثمانية أيام ظهر يسوع لتلاميذه مرة أخرى وهذه المرة كان توما معهم فقال له (هَاتِ إِصْبِعَكَ إِلَى هُنَا وَأَبْصِرْ يَدَيَّ، وَهَاتِ يَدَكَ وَضَعْهَا فِي جَنْبِي، وَلاَ تَكُنْ غَيْرَ مُؤْمِنٍ بَلْ مُؤْمِناً) أَجَابَ تُومَا وَقَالَ لَهُ: ((رَبِّي وَإِلَهِي!)).، عندها أعطى يسوع تطويبته الشهيرة (لأَنَّكَ رَأَيْتَنِي يَا تُومَا آمَنْتَ! طُوبَى لِلَّذِينَ آمَنُوا وَلَمْ يَرَوْا). وبسبب هذه القصة يضرب المثل بين المسيحيين بشك توما. أما آخر ظهور لتوما في إنجيل يوحنا فكان عند التقاء يسوع بمجموعة من تلاميذه عند شاطئ بحيرة طبريا.

## في التقليد الكنسي

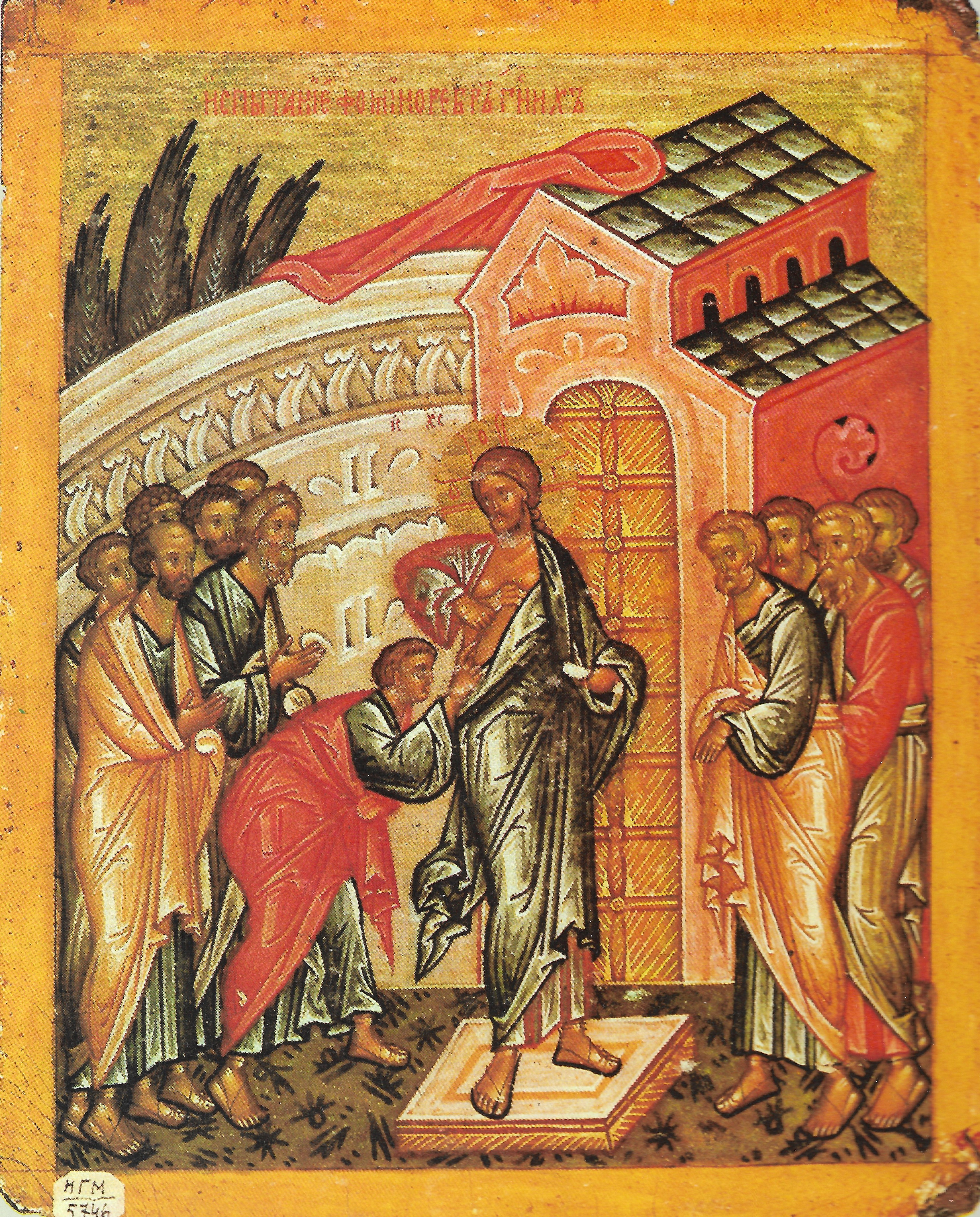
أيقونة بيزنطية تمثل شك توما بالقيامة

بحسب التقليد الكنسي فإن توما الرسول وعظ الإنجيل في الرها بشمال شرق سورية ودفن فيها كما أنه بشر في بريثا وبلاد فارس وكان أول من بشر في الهند وهناك قتل على يد كهنة الأوثان بالرماح لذلك يصور في الأعمال الفنية وهو يحمل رمحا، يكن مسيحيو الهند احترامًا كبيرًا للقديس توما ويعتبرونه شفيع بلادهم وخاصة الهنود الذين يتبعون الكنيسة السريانية والذين يسمون أنفسهم بمسيحيي مار توما حيث أنهم يؤمنون بأن كنائسهم أسست من قبل توما الرسول مباشرة.
بحسب التقليد السرياني عند وفاة السيدة العذراء اجتمع جميع الرسل لتجنيزها عدا توما الذي كان منشغلا بالتبشير في الهند وتأخّر في الوصول، وعندما كان في الطريق رأى الملائكة يحملون مريم إلى السماء فطلب منها علامة يثبت بها انتقالها للسماء فأعطته زنارها، ويعتقد بأنه ذات الزنار المحفوظ في كنيسة أم الزنار السريانية الأرثوذكسية في مدينة حمص السورية.
من بين المخطوطات المكتشفة في نجع حمادي وجد كتاب باسم إنجيل توما يرجع للقرن الخامس الميلادي، ويرجح بأنه من كتب الغنوصيين المنسوبة لرسل المسيح وهو مكتوب باللغة القبطية.

## مواضيع ذات علاقة
- إنجيل توما
- مسيحيون مار توما

## وصلات خارجية ذات صلة
- القديس توما رسول الهند